# Márton Erdős
Márton Erdős (ur. 17 września 1944 w Budapeszcie, zm. 25 listopada 2020 tamże) – węgierski zapaśnik walczący w stylu wolnym. Olimpijczyk z Meksyku 1968, gdzie zajął jedenaste miejsce w kategorii 52 kg.
Czwarty na mistrzostwach Europy w 1968 roku.
- Turniej w Meksyku 1968

Wygrał z Florentino Martínezem z Meksyku i Wanelgem Castillo z Panamy, a przegrał z Czimedbadzarynem Damdinszarawem z Mongolii i Paulem Neffem z RFN.